# Uštkni
Uštkni je punková kapela z Rožnova pod Radhoštěm, která začala hrát roku 2007.
Již dříve členové hráli v uskupeních Šťastní a veselí a Psi, ale Uštkni byla založena kolem roku 2007 Kavem a Ctibem. Jako další do kapely přibrali Johnyho (dříve se Ctibem zpíval a hrál ve Výboru veřejného blaha) a Leniu (potkali se již v Šťastní a veselí, účinkovala také v Cat Head). Po nějaké době hledání se našel i kytarista Zdeňa (zároveň hraje v Divní hosti) a v tomto seskupení mohli poprvé zahrát na Vrahu v domovském Rožnově, to v roce 2008.
V roce 2013 vydala kapela LP obsahující na jedné straně Oči šelem a na druhé Protijed.

## Členové
- Leňa – bicí, zpěv
- Ctib – hudba, baskytara
- Johny – saxofon
- Kav – texty, zpěv
- Zdeňa – kytara

## Diskografie

### Protijed (2010)
1. Za oknem zvolna bledna tma
2. Ten lid
3. Blesk
4. Citová lobotomie
5. Temnota
6. Asfaltka, bordel, vedro
7. Morálka
8. Ode dne ke dni
9. Stereotyp s citem
10. Čas

### Oči šelem / Protijed (2013)
1. Benzínoví narkomani
2. Bílé stádo
3. Hrdina
4. Mříž
5. Cesta jde pořád dál a dál
6. Poznámka ke složení mas
7. Reality show
8. Odsouzení
9. Hranice
10. Slovo

+ písně z CD Protijed